# Firebird (band)
Firebird is een Britse bluesrockband, opgericht in 1999 door zanger-gitarist Bill Steer.
De muziek van Firebird bevat veel elementen van stonerrock en hardrock uit de jaren 70. Steer was voorheen bekend als gitarist van de grindcoreband Napalm Death en later deathmetalband Carcass. Firebird is qua muziek een totale ommekeer.

## Bandleden
Laatst bekende bezetting:
- Bill Steer (gitaar, zang, harmonica)
- Smok Smoczkiewicz (basgitaar)
- Ludwig Witt (drums)

Oud-leden:
- Leo Smee (basgitaar)
- Tom Broman (drums)
- Alan French (drums)
- Tobias Nilsson (basgitaar)
- George Atlagic (drums)
- Roger Nilsson (basgitaar)
- Al Steer (basgitaar)
- Harry Armstrong (basgitaar)

## Discografie

### Albums
- 2000 - Firebird (cd)
- 2001 - Deluxe (cd)
- 2003 - No. 3 (cd/lp)
- 2006 - Hot Wings (cd/lp)
- 2009 - Grand Union (cd/lp)
- 2010 - Double Diamond (cd/lp)